# Jan Groth
Jan Groth (født 13. november 1938 i Stavanger, død 2. marts 2022) var en norsk maler.
Groths malerier er købt af Tate Gallery i London, Museum of Modern Art, i New York, Guggenheim Museum, Whitney Museum og Metropolitan Museum i New York.